# Elements (píseň, Lindsey Stirling)
Elements je skladba americké houslistky Lindsey Stirling. Skladba pochází z jejího debutového alba Lindsey Stirling. Píseň produkovala společně s producentem Markem G. V roce 2013 vyšla na DeLuxe verzi alba její orchestrální verze.

## Videoklip
Videoklip ke skladbě byl vydán 18. září 2012. Kameramanem byl Devin Graham. Ve videoklipu vystupuje sama hrající a tančící Lindsey Stirling, kterou je ve videoklipu možné vidět v různých prostředích různých živlů.
Na YouTube má videoklip přes 35 milionů zhlédnutí.